# Зграда школе у Конатицама
Стара основна школа у Конатицама, насељеном месту на територији Градске општине Обреновац, подигнута је 1869. године, на месту старије школе из тридесетих година 19. века. Представља непокретно културно добро као споменик културе.
Школа у Конатицама је подигнута као грађевина са основом у облику издуженог правоугаоника. Зидана је са опеком и покривена четворосливним кровом са бибер црепом. Зграда је централног типа са ходником који је дели у два једнака симетрична дела. Лево и десно од ходника налазе се по две једнаке просторије, од којих су три резервисане за учионице, а четврта за стан учитеља. 
Осим што је значајна за развој школства у Србији, зграда Основне школе у Конатицама представља и један од најуспелијих примера утилитарне народне архитектуре у околини Београда.